# ادوارد هنیگ
ادوارد هنیگ (به انگلیسی: Edward Hennig) ژیمناست زادهٔ ۱۳ اکتبر ۱۸۷۹ میلادی اهل کشور ایالات متحده آمریکا است.